# Elrhazosaurus
Elrhazosaurus – rodzaj ornitopoda z rodziny driozaurów (Dryosauridae) żyjącego we wczesnej kredzie na obecnych terenach Afryki. Gatunek typowy rodzaju, E. nigeriensis, został opisany w 1982 roku przez Petera Galtona i Philippe'a Taqueta w oparciu o kość udową (MNHN GDF 332) wydobytą z datowanych na późny apt osadów formacji Elrhaz w Nigrze. Galton i Taquet nadali mu nazwę Valdosaurus nigeriensis i zaklasyfikowali do rodziny hipsylofodontów. Gatunek typowy rodzaju Valdosaurus, V. canaliculatus, żył w późnym barremie, dlatego w 2009 roku Peter Galton doszedł do wniosku, że różnice stratygraficzne oraz morfologiczne nie pozwalają na przypisanie gatunku nigeriensis do rodzaju Valdosaurus i ukuł dla niego nową nazwę rodzajową Elrhazosaurus, pochodzącą od formacji Elrhaz, w której odkryto holotyp. Galton wymienił także cechy wskazujące na przynależność taksonu do rodziny Dryosauridae. Jedyną odkrytą dotąd kością należącą do przedstawicieli rodzaju Elrhazosaurus jest kość udowa.